# European Deaf Students Union
L'European Deaf Students Union (EDSU) è l'associazione europea degli studenti sordi.

## Attività
Ogni cinque anni si convocano le Assemblee Generali (GA, General Assembly), vengono organizzati dei seminari tra studenti in base agli studi e metodi di insegnamento, e si svolgono dei workshop e conferenze di studi.

## Presidenti
- Timothy Rowies (2011 - 2015)
- Sofiya Kalinova (2015)
- Bernd Mojet (2015 - 2017)
- Alessandro Abbate (2017 - 2019)
- Inna Shparber (2019 - in carica)